# Guptovská říše
Guptovská říše se rozprostírala na většině území severní Indie (včetně území dnešních států Pákistán a Bangladéš) přibližně v období let 320–550. Období vlády dynastie Guptů je označováno jako zlatý věk Indie, jelikož velký rozmach zažila věda, matematika, astronomie, náboženství i filosofie. K nejvýznamnějším panovníkům Guptovské říše pak patří Čandragupta I.
Historici umisťují Guptovskou říši mezi klasické civilizace jako byla čínská dynastie Chan či Tchang nebo Římská říše.

## Dějiny

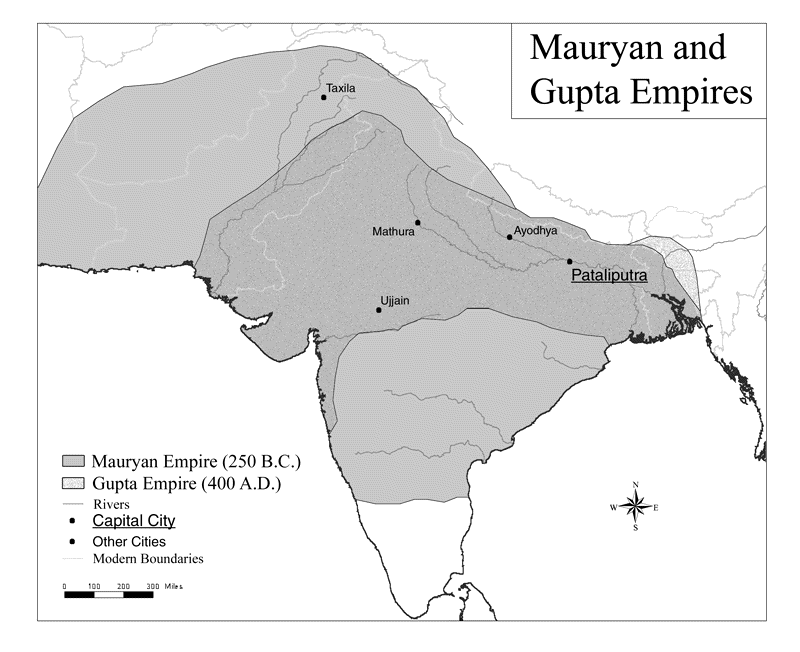
Srovnání velikosti Guptovské říše vzhledem k Maurijské říši

Původ Guptů je zahalen tajemstvím. Jeden z prvních záznamů o Guptovcích poskytuje čínský cestovatel I-ťing, který zaznamenal nějakého Guptovce na území Magadhy, který postavil čínským poutníkům chrám. Cestovatel I-ťing však přišel do Indie až roku 672 a událost postavení chrámu klade do období „před pěti sty lety“, tudíž není možno se o tuto zprávu zcela opírat. K dalším nejvýznamnějším teoriím o původu Guptů je domněnka, že pochází z Bengálska, pravděpodobně však nebyli královského původu.
Nejspíše první panovník z této dynastie nesl jméno Šrí Gupta a vládl mezi lety 240-280. Jeho následovník Ghatótkača vládl pravděpodobně v letech 280-319, avšak ani jemu se ještě nepodařilo vybudovat stabilní říši. To dokázal až jejich společný potomek Čandragupta I. Důležitým pramenem pro poznání guptovské kultury jsou dobové mince, z nichž se mnohé dochovaly dodnes.

### Čandragupta I.
Čandragupta I. (asi 320–335) byl syn Ghatótkači. Byl ženat s Kumáradéví, princeznou pocházející z tehdy mocného klanu Liččhaviů. Tímto sňatkem se Čandraguptovi podařilo upevnit moc Guptovců, a to i na území Magadhy. Za jeho doby sahala Guptovská říše od řeky Gangy po Prajágu (dnešní Iláhábád).

### Samudragupta
Dalším v dynastické řadě guptovských panovníků se stal Samudragupta. Díky jeho vojenským výbojům se mu podařilo získat četná území včetně Mathury, země Jaudhéjů a Ardžunájanů. Do jeho smrti kolem roku 380 se mu podařilo začlenit do své říše přes dvacet království a Guptovská říše tak tehdy sahala od Himálaje k řece Narmadá a od Brahmaputry k Jamuně. Sám sebe Samudragupta nazýval „král králů“ a „světovým vládcem“, je dokonce považován za „Napoleona Indie“.

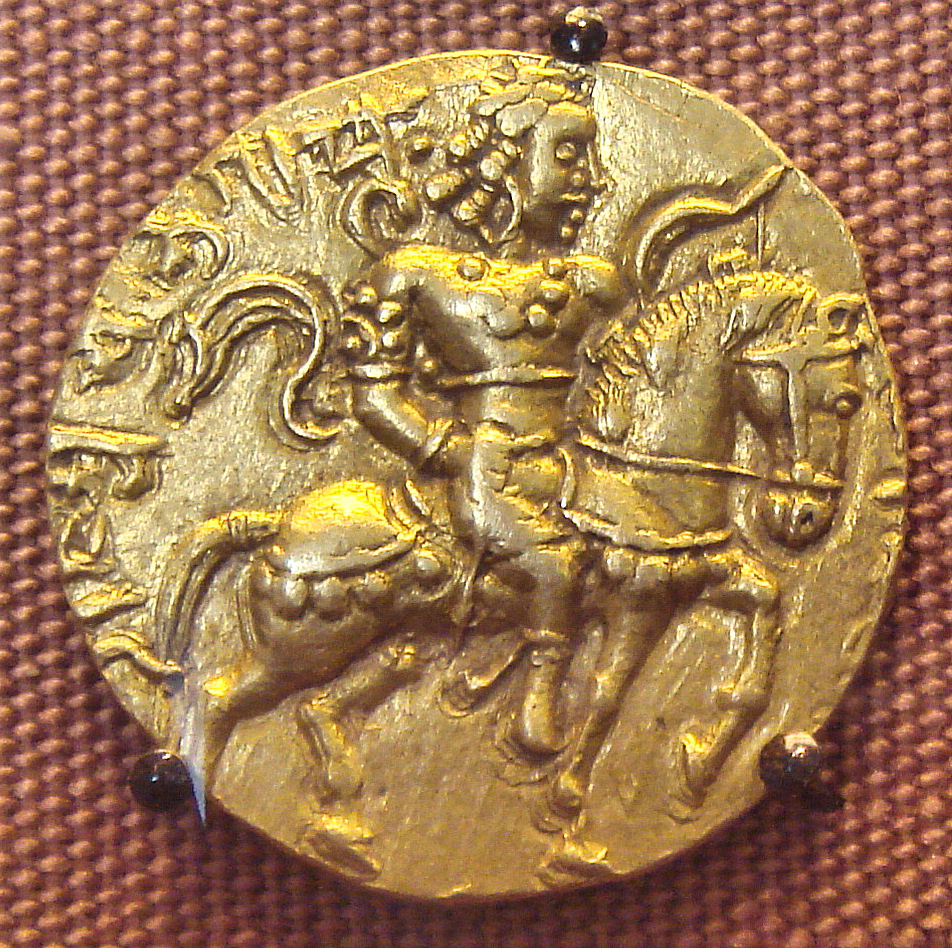
Čandragupta II. na dobové minci

Samudragupta byl talentovaným vojenským vůdcem, ale i patronem umění a literatury. Na jeho dvoře působili např. Harišéna, Vasubandhu a Ásanga. Sám Samudragupta byl hudebník a poeta, tíhnul k hinduismu a uctíval boha Višnu. K ostatním náboženstvím byl však tolerantní, šrí lanskému králi povolil stavbu buddhistického kláštera v Bódhgaji.

### Čandragupta II.
Král Čandragupta II. bývá v textech často označován jako Vikramáditja, čili „Slunce síly“. Vládl někdy od roku 375 až do doby kolem roku 413. Jeho dcera Prabhávatigupta byla manželkou krále Rudrasény II., vládce Dakkánů. Čandragupta II. byl jen o něco méně úspěšný než jeho otec. Podařilo se mu rozšířit území své říše směrem na západ porážkou Západních Šaků obývající území Málvy, Gudžarátu a Šaurashtry. Za Čandragupty II. se podařilo Guptovské říši dosáhnout územního rozsahu od střední Asie přes sever Indického subkontinentu až k jeho východnímu pobřeží. I přes neustálé boje v říši zaviněné územním roztahováním říše nadále vzkvétalo hinduistické umění, literatura, kultura i věda. V říši však měla vliv i další náboženství, především buddhismus a džinismus, která taktéž zanechala v guptovské kultuře své stopy, avšak ne tak zřetelné jako právě hinduismus. Zvláště pak buddhistické umění se z Guptovské říše šířilo dále do východní a jihovýchodní Asie. O zemi se dochovaly četné zprávy v zápiscích čínského poutníka Fa-siena.

### Kumáragupta I.

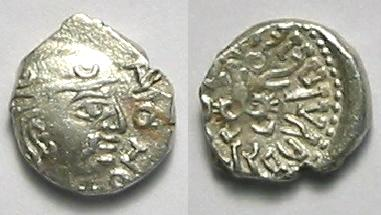
Stříbrné mince Kamáragupty I.

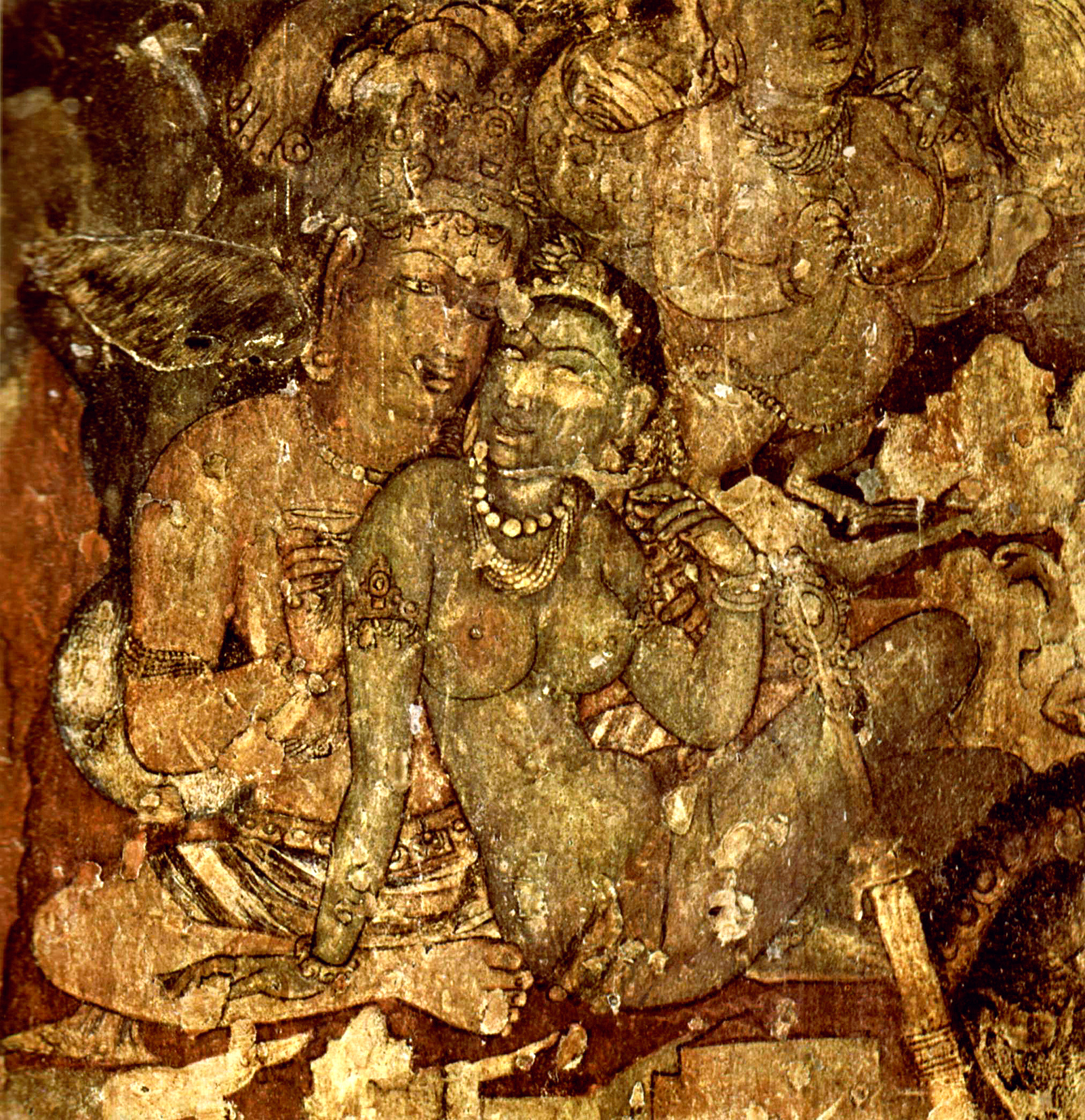
Jedna z maleb v Adžantě

Po Čandraguptovi druhém se stal dalším panovníkem země Guptovců jeho syn Kumáragupta I. Ten vládl přibližně mezi lety 415–455. Je možné, že se za své vlády pokusil navázat kontakty s Čínou. Kumáragupta I. dále upevňoval moc své říše, avšak musel čelit vpádu kmenu Pušjamitrů, což se mu úspěšně dařilo. Po jeho smrti nastoupil na trůn jeho syn.

### Skandagupta
Skandagupta je většinou považován za posledního velkého krále. Podařilo se mu definitivně odvrátit hrozbu Pušjamitrů, které porazil. Avšak pak musel čelit invazi etnika Heftalitů, kteří patřili k Hunům. Heftalité, označováni též jako „bílí Hunové“, do Guptovské říše přišli ze severozápadu. Skandaguptova armáda se s nimi utkala a v následné bitvě roku 455 byli Heftalité odraženi. Skandagupta zemřel v roce 467.

### Úpadek
Na guptovském trůně se postupně po Skandaguptově vládě vystřídali následující panovníci:
- Púrugupta (mezi roky 467–475)
- Narasinhagupta Baláditja I. (mezi roky 467–475)
- Kumáragupta II. (mezi roky 467–475)
- Budhagupta (475–490)
- Čandragupta III. (490–500?)
- Tathágupta (kolem 500)
- Vainjagupta
- Narasinhagupta Báláditja II. (po roce 510)
- Kumáragupta III.
- Višnugupta (do pol. 6. století)

Nikdo z těchto panovníků už nedosáhl takového významu jako jejich předchůdci. Nástupci Skandagupty si nedokázali poradit se stále častějšími nájezdy Hunů. Někdy v osmdesátých letech 5. století se vůdci Hunů Tóramovi podařilo prolomit obranu tehdejšího guptovského panovníka Budhagupty a pronikl do země, která se rázem začala tříštit. I přes rozsáhlé ztráty území a celkovou nepříznivou situaci pro Guptovce jejich odpor trval až někdy do třicátých let 6. století. Za definitivně posledního panovníka bývá považován Višnugupta, který mezi lety 540-550 vládl už na malém území v severní Indii.

## Kulturní a vědecký rozkvět

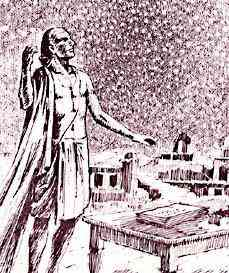
Árjabhata

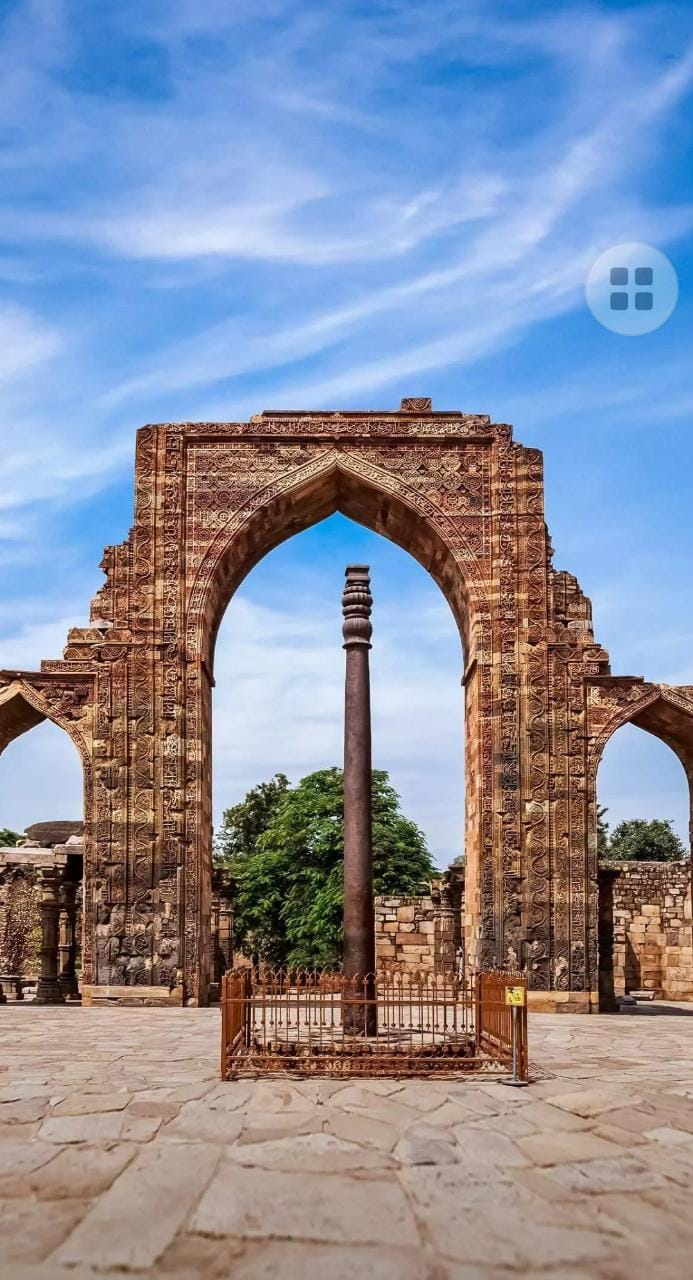
Sloup v Dillí

Guptovská éra se může vykázat pozoruhodným rozvojem v oblasti vědy, filozofie a umění.
Celý svět ovlivnila indicko-arabská číselná soustava, která vznikla právě v guptovské Indii. Šlo o první desítkovou soustavu na světě. Sbírka Surya Siddhanta definovala goniometrickou funkci sinus. Árjabhata vypočetl číslo Pí na čtyři desetinná místa, přiřadil začátek každého dne k půlnoci, objevil rotaci Země kolem své osy, pohyb hvězd směrem na západ, odhadl, že odražené sluneční světlo je příčinou záře Měsíce. Spočetl, že Země je koule o obvodu 39 967 km (dnes věda uvádí 40 003,2 km). Varáhamihira našel metodu pro určení směru poledníku z libovolných tří pozic stínu pomocí gnómónu. Virahanka jako první popsal Fibonacciho posloupnost. Lékař Sušruta nejenže shromáždil všechny hlavní koncepty ájurvédské medicíny, ale udělal některé průlomové objevy v chirurgii a někdy je zván "otcem chirurgie", obzvláště plastické. O výsledcích guptovské metalurgie svědčí známý Železný sloup v Dillí, který vykazuje mimořádně vysokou odolnost proti korozi. Guptovským mechanikům je rovněž připisován první známý stroj na separaci bavlněných vláken. Dle tradice se v této éře rovněž vyvinuly šachy (hra čaturanga).

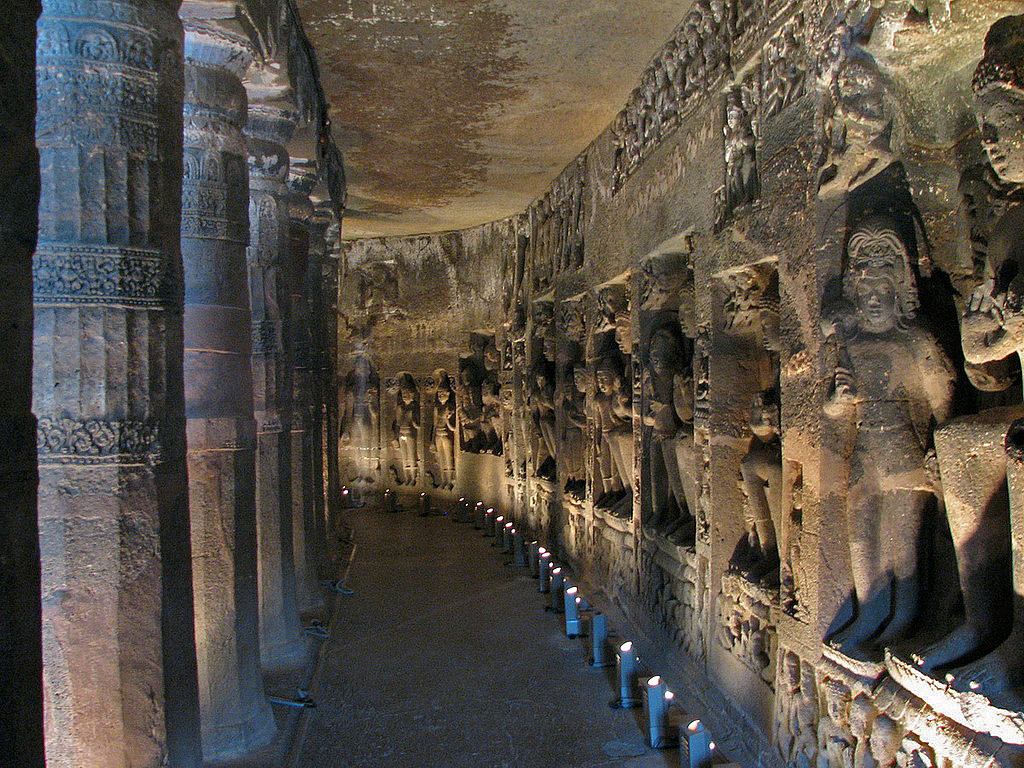
Sochařská výzdoba jeskyně Adžanta

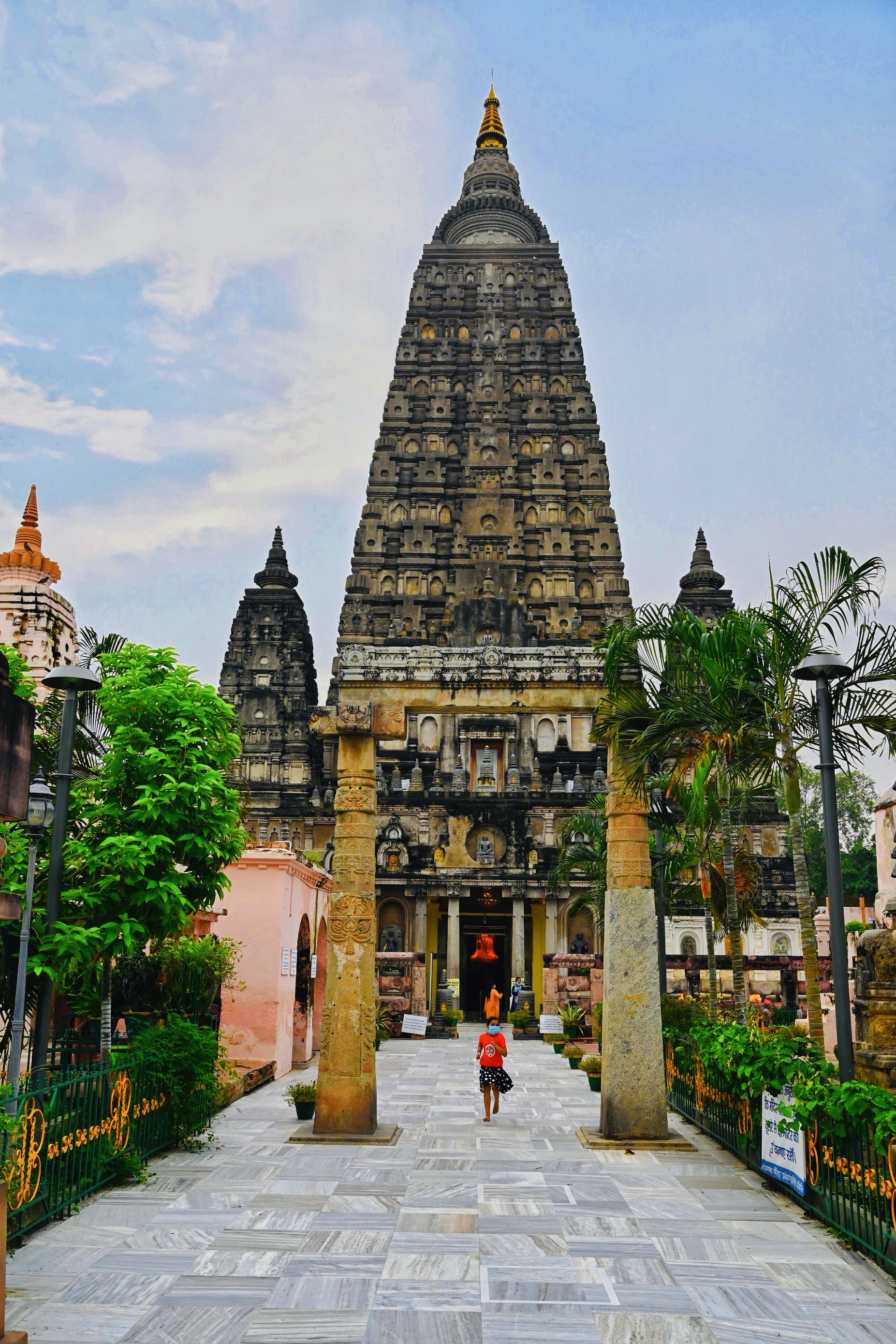
Mahábódhi

Vzkvétala rovněž literatura. Vátsjájana sepsal proslulou Kámasútru. Kálidása je někdy nazýván "Shakespearem indické literatury", zejména díky své divadelní hře Abhidžňánašákuntala. Klasikem indické lyrické poezie se v té době stal Bhartrhari, jeho nejslavnější sbírka se nazývá Šrngárašataka.
Z doby Guptovců pocházejí jedny z nejvelkolepějších indických uměleckých památek. Stavěly se různé stavby, avšak příliš se jich do dnešních dnů nedochovalo, což se dá přičíst muslimské invazi o několik století později. K nejvýznamnějším reprezentantům guptovské architektury patří chrám Mahábódhi v Bódhgaji.
Rozvinuto bylo i malířství a sochařství. K jeho nejznámější ukázce patří nástěnné malby a reliéfy v jeskynním komplexu v Adžantě. Ať už je to sochařství či malířství, oba směry byly ovlivněny jak hinduismem (a zejména jeho mytologií), tak i buddhismem a v neposlední řadě džinismem. Guptovské sochařství bylo ovšem také ovlivněno starým Řeckem (gandhárské umění). Ostatně i u pozoruhodných výšlehů vědeckého myšlení se uvažuje, že kontejnovaly starořecké zdroje, které byly ale v Evropě často zcela ztraceny.